# Sykofant
Sykofant (z gr. Συκοφάντης, trl. sykophántēs dosł. 'wskazywać figi' od σῦκον 'figa' i φαίνω 'pokazuję') – zawodowy donosiciel w starożytnych Atenach.
Nazywano tak ludzi, którzy donosili władzom o zabronionym wywozie fig z kraju, czy też o kradzieży fig ze świętych drzew (pochodzenie nazwy już w starożytności było różnie objaśniane). Później rozszerzono to określenie na wszystkich donosicieli, którzy rozpowszechnili się głównie w Atenach w połowie V wieku p.n.e. i osiągali wielkie zyski ze swojej działalności. Instytucjonalizacji zawodu sykofantów sprzyjał brak urzędu oskarżyciela publicznego.
Donosicielstwo szerzyło się we wszystkich dziedzinach życia publicznego, a sykofanci byli zachęcani do oskarżeń przeciw ludziom bogatym przez samo prawo, albowiem przy oskarżeniu uznanym przez sąd za słuszne skazaniec oddawał oskarżycielowi część swojego bogactwa. Proceder ten zawierał jednak pewne ryzyko, ponieważ w wypadku, gdy oskarżyciel nie otrzymał choćby piątej części głosów uprawnionych do głosowania, był skazany na znaczną grzywnę i częściową utratę czci (gr. atimia). Dlatego niektórzy sykofanci zadowalali się wyłudzaniem pieniędzy od majętnych obywateli przy użyciu groźby wytoczenia sprawy sądowej, co ostatecznie zmieniło znaczenie terminu „sykofant” u starożytnych Greków z „donosiciel” na „szantażysta”. Wedle Lizjasza ich zawód polega na powoływaniu przed sąd także tych ludzi, którzy nie popełnili żadnego przestępstwa – właśnie od nich ciągną największe zyski. Do obrony przed tego typu sytuacjami służył proces zwany grafe sykofantias. Skargi takie wnoszono do tesmotetów.